# 保羅·馬連拿
保羅·馬連拿（Paul Mariner，1953年5月22日—2021年7月9日），出生於英格蘭兰开夏郡范恩沃斯，是一名前足球運動員，於1970至1980年代曾效力普利茅夫、葉士域治、阿仙奴及英格蘭擔任中鋒，在美國退役後轉任教練工作，在新英倫革命擔任助教多年後，重返英格蘭母會普利茅夫出任領隊，於球隊降班後將帥印交予彼得·列特，繼續留任主教練，隨著球隊陷於財困及相繼被申請清盤，2010年12月30日馬連拿提前解約離隊。

## 生平

### 球員
1970年代
馬連拿在兰开夏郡家鄉附近的非聯賽球隊喬利（Chorley）作為一名業餘球員出道，他在球隊擔任主力攻擊球員角色，其表現吸引普利茅夫的注意，於1973年將他收歸旗下。
由此開始他為這支德文郡球隊出眾的入球紀錄，於135場上陣合共射入56球，時任葉士域治領隊的卜比·笠臣一直留意馬連拿的表現，以22萬英鎊將他帶到樸文路球場，而馬連拿亦拒絕提供接近條件的韋斯咸，選擇加盟葉士域治。
1980年代

### 教練
退役後，馬連拿於「蘭開夏BBC電台」（BBC Radio Lancashire）的「週五晚非聯賽一小時」（Friday-night Non-League Hour）中擔任球評家，其後開設一所球員管理公司。

### 去世
2021年7月9日因腦癌去世。

## 國際賽入球
英格蘭的入球及比數在前，資料來源：保羅·馬連拿的英格蘭紀錄
| #   | 日期           | 球場                                  | 對賽球隊 | 入球  | 比數  | 競賽               |
| --- | -------------- | ------------------------------------- | -------- | ----- | ----- | ------------------ |
| 1.  | 1977年10月12日 | 盧森堡，盧森堡市 約西·巴特爾體育場    | 盧森堡   | 2 – 0 | 2 – 0 | 1978年世界盃外圍賽 |
| 2.  | 1980年5月17日  | 威爾斯，雷克瑟姆 跑馬廳球場           |          | 1 – 0 | 1 – 4 | 英國本土四角錦標賽 |
| 3.  | 1980年5月31日  | 澳洲，悉尼 悉尼木球場                 |          | 2 – 0 | 2 – 1 | 友誼賽             |
| 4.  | 1980年9月10日  | 英格蘭，倫敦 溫布萊球場               | 挪威     | 4 – 0 | 4 – 0 | 1982年世界盃外圍賽 |
| 5.  | 1980年11月19日 | 英格蘭，倫敦 溫布萊球場               | 瑞士     | 2 – 0 | 2 – 1 | 1982年世界盃外圍賽 |
| 6.  | 1981年11月18日 | 英格蘭，倫敦 溫布萊球場               | 匈牙利   | 1 – 0 | 1 – 0 | 1982年世界盃外圍賽 |
| 7.  | 1982年5月25日  | 英格蘭，倫敦 溫布萊球場               | 荷蘭     | 2 – 0 | 2 – 0 | 友誼賽             |
| 8.  | 1982年5月29日  | 蘇格蘭，格拉斯哥 咸普頓公園球場       | 苏格兰   | 1 – 0 | 1 – 0 | 英國本土四角錦標賽 |
| 9.  | 1982年6月3日   | 芬蘭，赫爾辛基 赫爾辛基奧林匹克體育場 | 芬兰     | 1 – 0 | 4 – 1 | 友誼賽             |
| 10. | 1982年6月3日   | 芬蘭，赫爾辛基 赫爾辛基奧林匹克體育場 | 芬兰     | 4 – 0 | 4 – 1 | 友誼賽             |
| 11. | 1982年6月16日  | 西班牙，毕尔巴鄂 圣马梅斯体育场       | 法國     | 3 – 1 | 3 – 1 | 1982年世界盃決賽週 |
| 12. | 1983年10月12日 | 匈牙利，布達佩斯 人民體育場           | 匈牙利   | 3 – 0 | 3 – 0 | 1984年歐國盃外圍賽 |
| 13. | 1983年11月16日 | 盧森堡，盧森堡市 約西·巴特爾體育場    | 盧森堡   | 2 – 0 | 4 – 0 | 1984年歐國盃外圍賽 |

## 私人生活
馬連拿於1976年迎娶前妻雅莉遜（Alison），育有3名兒子，兩人在1989年離婚；他再娶達迪（Dedi）為妻。

## 榮譽

### 球員
普利茅夫
- 丙組聯賽亞軍：1974/75年；
- 普利茅夫年度最佳球員：1974/75年、1975/76年；
- 普利茅夫世紀最佳陣容：2003/04年；

葉士域治
- 英格蘭足總盃：1977/78年；
- 歐洲足協盃：1980/81年；
- 甲組聯賽亞軍：1980/81年、1981/82年；
- 葉士域治年度最佳球員：1982/83年；

### 教練
新英倫革命
- 美国足球大联盟杯亞軍：2005年、2006年、2007年；
- 美国公开杯冠軍：2007年；
- 北美超級足球聯賽冠軍：2008年；